# Gare de Bois-Colombes
Pour les articles homonymes, voir Gare de Colombes (homonymie).
La gare de Bois-Colombes est une gare ferroviaire française de la ligne de Paris-Saint-Lazare à Ermont - Eaubonne et de la Ligne de Paris-Saint-Lazare à Mantes-Station par Conflans-Sainte-Honorine, située sur le territoire de la commune de Bois-Colombes, à la limite avec Asnières-sur-Seine, dans le département des Hauts-de-Seine, en région Île-de-France.
Ouverte en 1857 par la Compagnie des chemins de fer de l'Ouest sous le nom de « Bois de Colombes », elle est à l'origine d'un lotissement situé sur le territoire de Colombes, qui est érigé en commune indépendante sous le nom de « Bois-Colombes » en 1896. Elle est entièrement reconstruite de 1933 à 1935 lors du quadruplement des voies de Bois-Colombes au Stade, un nouveau bâtiment voyageurs, remplaçant l'ancien, étant réédifié par l'architecte Urbain Cassan.
C'est une gare de la Société nationale des chemins de fer français (SNCF)  desservie par les trains de la ligne J du Transilien (réseau Paris-Saint-Lazare). Elle se situe à 5,7 km de la gare de Paris-Saint-Lazare.

## Situation ferroviaire

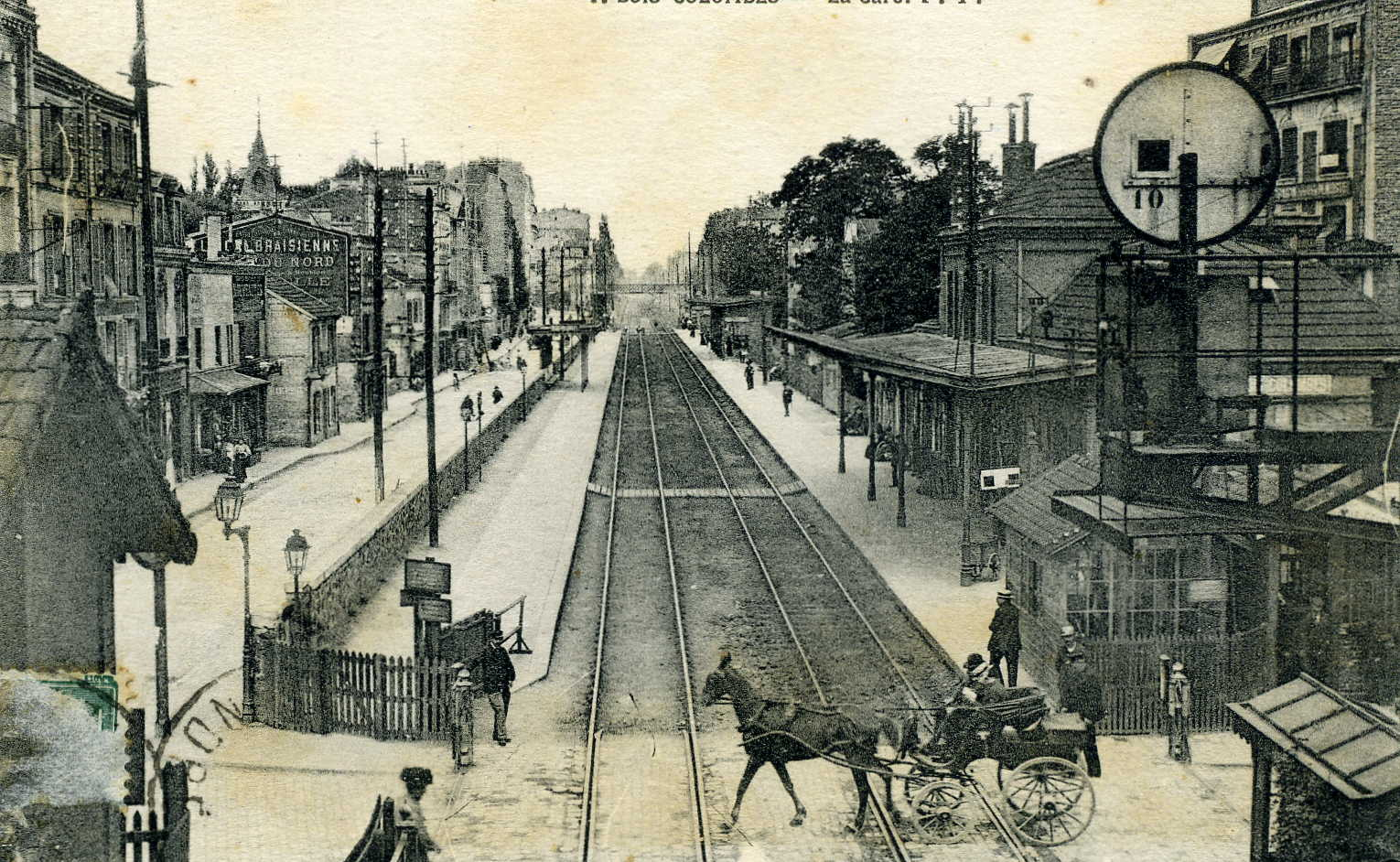
Bois-Colombes. Le passage à niveau de la rue des Bourguignons.

La gare, établie en tranchée et en zone urbaine dense de proche banlieue, se situe au point kilométrique 5,771 de la ligne de Paris-Saint-Lazare à Ermont - Eaubonne (groupe IV de Paris-Saint-Lazare) et de la ligne de Paris-Saint-Lazare à Mantes-Station par Conflans-Sainte-Honorine (groupe VI de Paris-Saint-Lazare), peu après la séparation des voies du groupe V d'une part (ligne Paris – Le Havre), et des groupes IV et VI d'autre part. Les voies de ces deux derniers groupes sont reclassées juste avant la gare : celles directes du groupe VI (ligne Paris – Mantes par Conflans) encadrent alors celles omnibus du groupe IV (ligne Paris – Ermont-Eaubonne). Une voie centrale est établie en gare : servant jusqu'à la fin des années 1990 de terminus aux navettes Paris – Bois-Colombes qui circulaient toute la journée avec une fréquence d'une demi-heure ; elle est depuis inutilisée en temps normal. Cette voie se prolonge par un petit faisceau central de garage, constitué de deux voies.
Elle constitue le second point d'arrêt de la ligne après la gare d'Asnières-sur-Seine et précède la gare de Colombes. Son altitude est de 31 mètres (niveau des rails).

## Histoire
La gare du « Bois de Colombes » est ouverte le 1er novembre 1857 par la Compagnie des chemins de fer de l'Ouest. Elle dessert un lotissement apparu en 1851 en même temps que la ligne d'Asnières à Argenteuil, ouverte le 28 avril 1851. L'importante croissance de ce lotissement, établi sur le territoire communal de Colombes, justifie l'érection d'une commune indépendante sous le nom de Bois-Colombes en 1896. La nouvelle municipalité compte déjà plus de dix mille habitants à cette date.
Dès le début du XXe siècle, les retards fréquents provoquant la colère des usagers amènent le réseau de l'État à mettre en place une voiture-bar pour tromper l'impatience des voyageurs. Malgré le passage de quatre-vingt-trois trains quotidiens en 1910, l'affluence croissante provoque des difficultés d'accès aux trains aux heures de pointe, qui arrivent souvent complets, et un blocage régulier des passages à niveau encadrant la gare.
Un vaste programme de modernisation de la petite banlieue Saint-Lazare entraîne l'électrification de plusieurs lignes par troisième rail, alimenté en 650 volts continu. Les tronçons Paris – Bécon-les-Bruyères, et Paris – Bois-Colombes sont ouverts au public en traction électrique le 27 avril 1924. La presse salue alors la modernité du matériel, le nouveau matériel « Standard », qui demeurera pendant un demi-siècle emblématique de la banlieue Saint-Lazare, comparé aux rames du métropolitain, pour son confort et son silence.

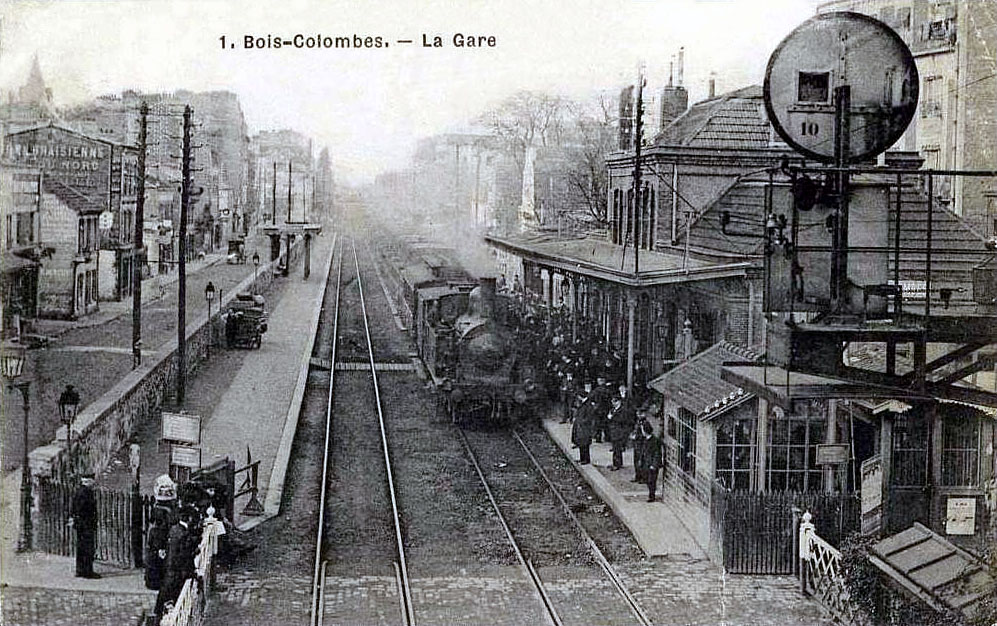
La gare vue du passage à niveau de la rue des Bourguignons en direction d'Argenteuil, vers 1910, avant le creusement de la tranchée durant les années 1930.

À proximité, a été remonté, en 1899, l'embarcadère du Champ-de-Mars de l'exposition universelle de 1878, préservé en raison de son caractère. Ce bâtiment de Juste Lisch, également appelé gare des Carbonnets, est inscrit à l'inventaire supplémentaire des monuments historiques depuis le 13 août 1985. Il est établi à l'emplacement d'anciens ateliers de la Compagnie des chemins de fer de l'Ouest, ravagés un an plus tôt par une violente tornade. Il sert de 1924 à 1936 de gare électrique. C'est ici qu'arrivent les navettes en provenance de Paris, les trains à vapeur en direction d'Argenteuil et au-delà desservant toujours l'ancienne gare de Bois-Colombes encore à deux voies, avant qu'elles n'utilisent la nouvelle voie centrale de la gare actuelle, reconstruite à l'emplacement de l'ancienne durant les années 1930.
Le bâtiment voyageurs actuel, dessiné par Urbain Cassan, date de 1935. Il est reconstruit en plateforme au-dessus des voies lors du creusement, de 1933 à 1935, de la tranchée qui permet la suppression des passages à niveaux qui causent déjà de très gros embouteillages, en particulier celui de la rue des Bourguignons, ainsi que la mise à quatre voies du tronçon Asnières – Le Stade. La nouvelle gare est mieux adaptée au flux croissant de voyageurs consécutif au développement de la commune. En 1943, elle fait l'objet de bombardements alliés ; mais contrairement à la gare voisine de Bécon-les-Bruyères, les destructions sont peu importantes, la tranchée demeurant peu endommagée et le bâtiment voyageurs n'étant pas touché.
L'électrification par troisième rail s'étend jusqu'à Argenteuil à la suite des travaux de quadruplement du tronçon : le nouveau service électrique est ouvert au public le 6 janvier 1936, avec un train direct Paris – Bois-Colombes à la demi-heure poursuivant jusqu'à Argenteuil, et un train omnibus de Paris à Bois-Colombes, en alternance. La fréquence est renforcée au service d'été suivant avec un train toutes les dix minutes vers Argenteuil aux heures creuses.
En 1953, ce ne sont pas moins de six-cent-cinquante trains quotidiens qui passent par la gare. Le 27 mars 1967, la ligne est réélectrifiée en courant alternatif 25 kV par caténaire jusqu'à Argenteuil lors de la mise sous tension connexe des voies du groupe VI jusqu'à Mantes-la-Jolie ; toutefois, l'exploitation du groupe IV jusqu'à Bois-Colombes se poursuit avec du matériel sous troisième rail 750 V jusqu'en 1975. L'exploitation de Bois-Colombes à Argenteuil et au-delà vers Mantes est assurée à l'aide de matériel moderne, mais le rail de contact, non alimenté, reste en place de Bois-Colombes à Argenteuil jusqu'à l'automne 1975 où sa dépose est réalisée.
La gare fait l'objet de travaux de rénovation en 2008, pour un coût d'un peu plus de trois millions d'euros : elle est rendue accessible aux personnes à mobilité réduite (PMR) grâce à l'installation de deux ascenseurs vitrés reliant le bâtiment principal aux quais. Le bâtiment annexe a, lui, été entièrement restructuré, avec l'installation de deux escaliers mécaniques vers les quais. L'ensemble des accès ont en outre été équipés de dispositifs de contrôle automatique des titres de transport. La gare accueille 8 000 voyageurs entrants quotidiens en 2008,.
En 2018, des travaux sont effectués devant l'entrée sud-est de la gare, face à la rue des Bourguignons. Le parc de stationnement devant la gare est supprimé, laissant place à un grand parvis revêtu de pavés en granite.
En 2019, le bâtiment voyageurs fait l'objet de travaux de rénovations. Celui-ci est agrandi avec la création d'une grande verrière censée accueillir un espace de restauration ; cependant, en décembre 2022, ce projet n'a toujours pas vu le jour et la verrière est inaccessible aux voyageurs. Un accès supplémentaire est créé depuis le parvis. Le hall et le guichet de vente sont quant à eux remis à neuf. La tour du bâtiment voyageurs est entièrement rénovée : le nom de la commune (Bois-Colombes) et l'horloge, jusqu'alors de couleur bleue, sont repeints en rouge,.

## Fréquentation
De 2015 à 2023, selon les estimations de la SNCF, la fréquentation annuelle de la gare s'élève aux nombres indiqués dans le tableau ci-dessous.
| Année     | 2015      | 2016      | 2017      | 2018      | 2019      | 2020      | 2021      | 2022      | 2023      |
| --------- | --------- | --------- | --------- | --------- | --------- | --------- | --------- | --------- | --------- |
| Voyageurs | 5 307 858 | 5 106 507 | 5 474 708 | 5 453 024 | 5 459 393 | 1 956 992 | 4 906 735 | 5 302 890 | 5 150 893 |

## Services des voyageurs

### Accueil
En 2012, un guichet Transilien est ouvert du lundi au samedi de 6 h 05 à 1 h 10. Il est adapté pour les personnes handicapées, et dispose de boucles magnétiques pour personnes malentendantes. La gare propose en outre la vente de billets grandes lignes du lundi au vendredi de 8 h 30 à 19 h et le samedi de 9 h 30 à 18 h. Des automates Transilien et grandes lignes sont également disponibles.
Des distributeurs de boissons ou friandises sont présents dans le hall. Un parc de stationnement souterrain, payant de 311 places, dit des Aubépines, est situé à proximité.

### Desserte

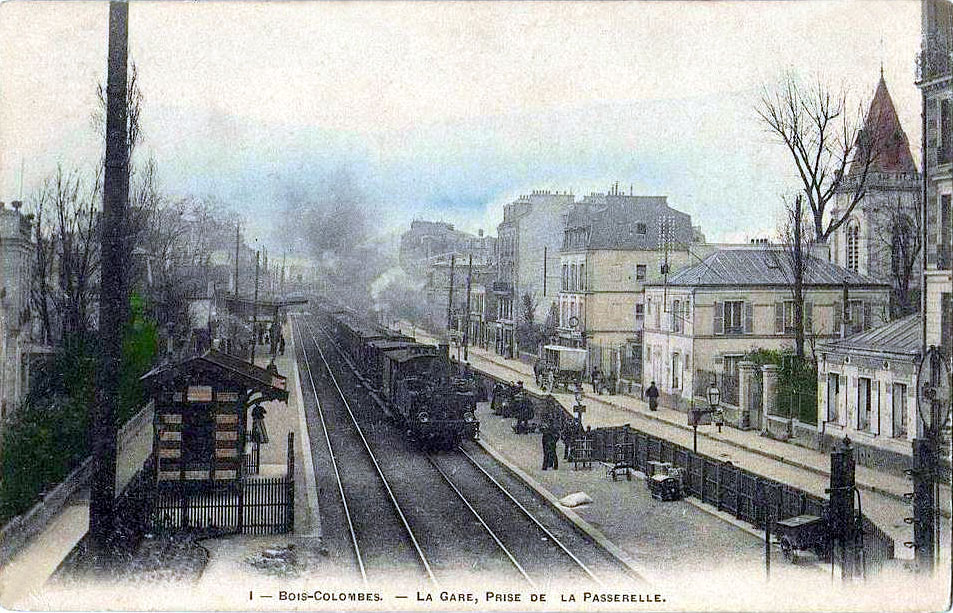
Un train se dirige vers Argenteuil, au début du XX.

La gare est desservie par les trains du réseau Transilien Paris Saint-Lazare (ligne J), la ligne constituant le groupe IV du réseau, à raison d'un train tous les quarts d'heure toute la journée, extrême soirée comprise, et d'un train toutes les dix minutes aux heures de pointe.
Tous les trains sont omnibus d'Asnières à Ermont-Eaubonne, certains trains d'extrême soirée se dirigeant vers Conflans-Sainte-Honorine ou ayant pour terminus Argenteuil ou Pontoise. Les trains du groupe VI desservant les gares au-delà d'Argenteuil vers Mantes et Pontoise ou Gisors sont généralement directs et empruntent, sauf lors d'incidents ou de mouvements sociaux, les voies extérieures ici dépourvues de quais.
Les trains étaient jusqu'au 27 août 2006 en direction d'Argenteuil et Cormeilles-en-Parisis. Depuis les travaux du projet de liaison directe d'Ermont à Saint-Lazare, ils se dirigent après Argenteuil vers leur nouveau terminus d'Ermont - Eaubonne. La voie centrale servait jusqu'au milieu des années 1990 de terminus aux omnibus en provenance de Paris-Saint-Lazare, les trains en direction d'Argenteuil étant alors directs de Paris à Bois-Colombes aux heures de pointe.
Le temps de trajet est, selon les trains, de 9 ou 10 minutes depuis Paris-Saint-Lazare.

### Intermodalité
La gare est située au croisement de la rue du Général-Leclerc et de la rue des Bourguignons, deux axes importants. De ce fait, elle est desservie par les lignes 167 et 178 du réseau de bus RATP et, la nuit, par la ligne N52 du réseau de bus Noctilien.

## Projets
La gare de Bois-Colombes se situera sur la section ouest du projet de ligne 15 du Grand Paris Express. Contrairement aux gares voisines de Colombes ou de Bécon-les-Bruyères, les études techniques menées dans le cadre de la préparation du projet Arc Express avaient conclu à la faisabilité d'une station de métro souterraine, située perpendiculairement aux voies ferrées sous la place de la Résistance, au nord de l'emplacement des quais actuels. L'ensemble aurait été relié à la gare par des accès placés en milieu de quai, et par une nouvelle passerelle depuis l'extérieur.
Jean-Paul Viguier et Associés est chargé de concevoir et de réaliser cette nouvelle station de métro.

## Galerie de photographies

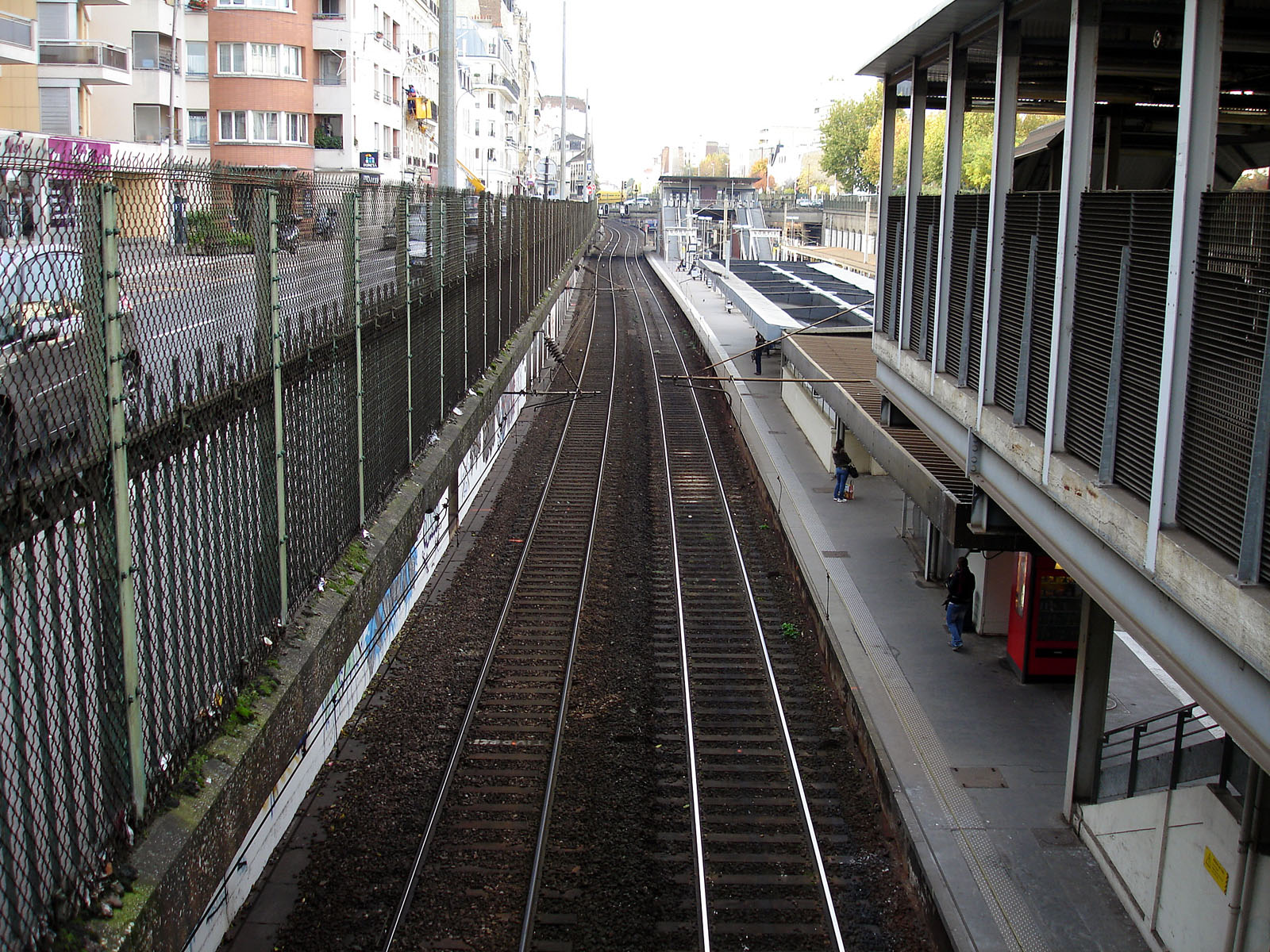
Les voies vues en direction d'Argenteuil.
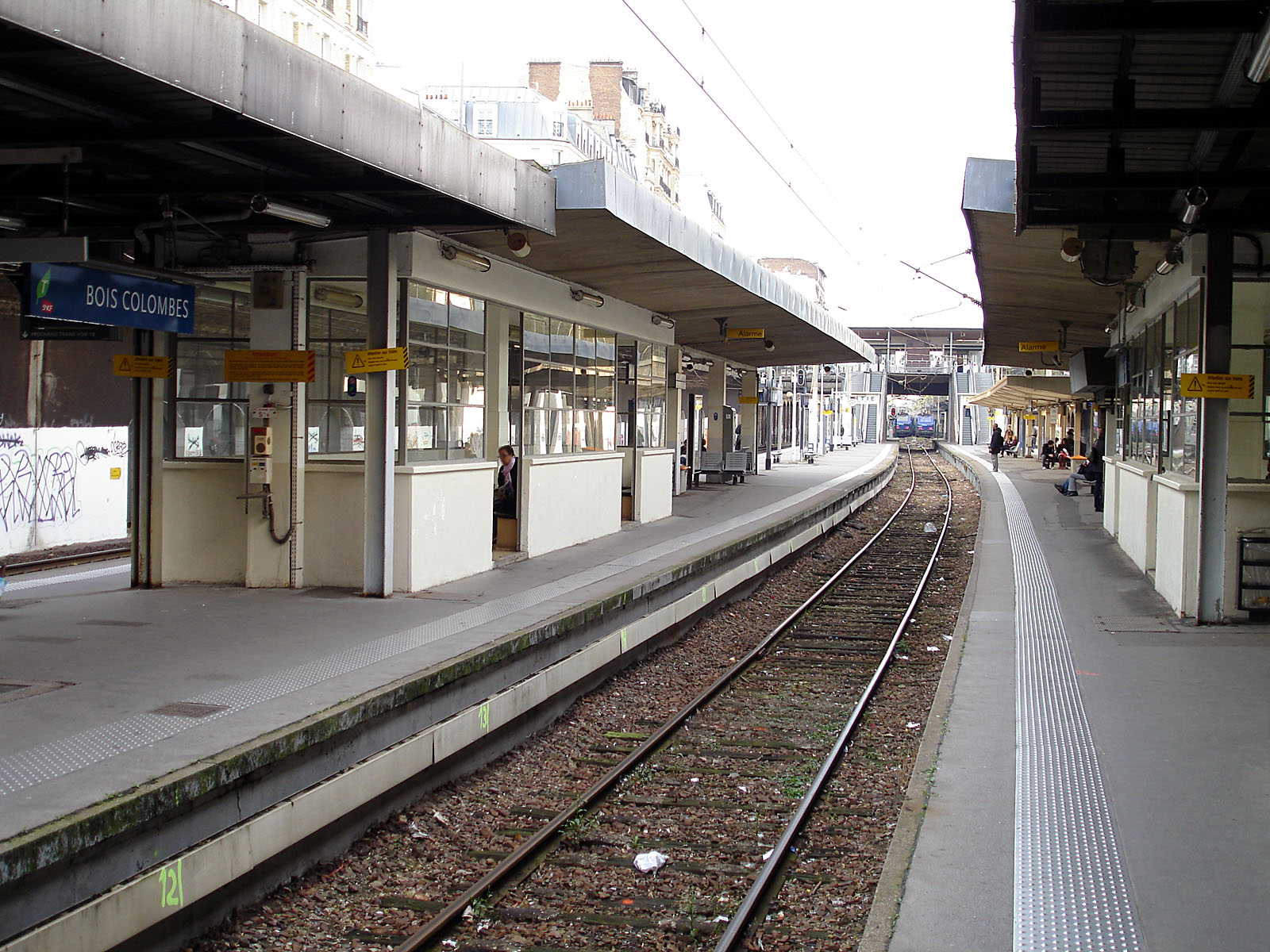
La voie de garage centrale.
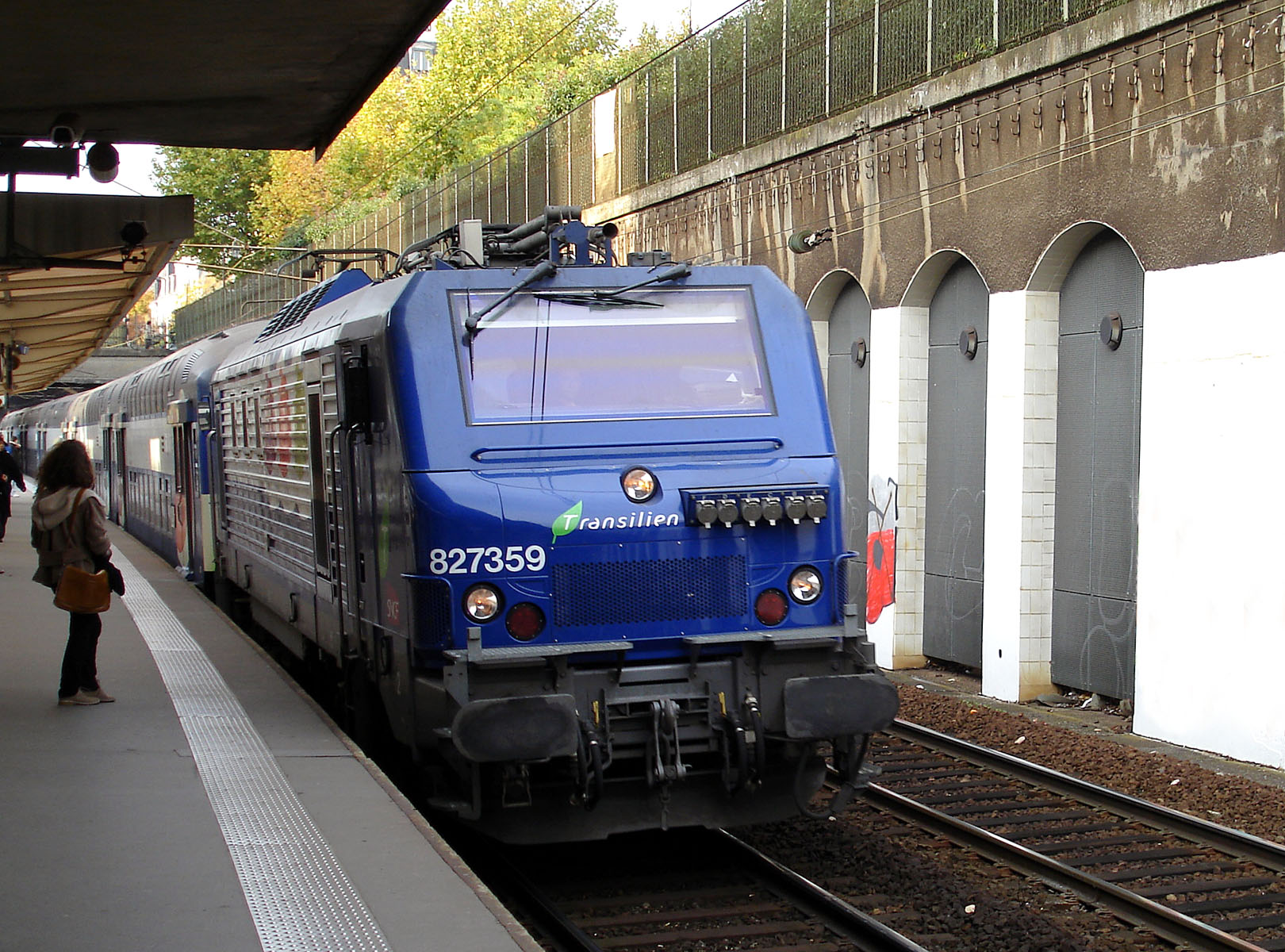
Une BB 27300 tracte une rame composée de VB 2N en direction de Paris.